# Mahandougou
Mahandougou è una città e sottoprefettura della Costa d'Avorio appartenente al dipartimento di Koro. Conta una popolazione di 5 597 abitanti (censimento 2014).